# كتيون

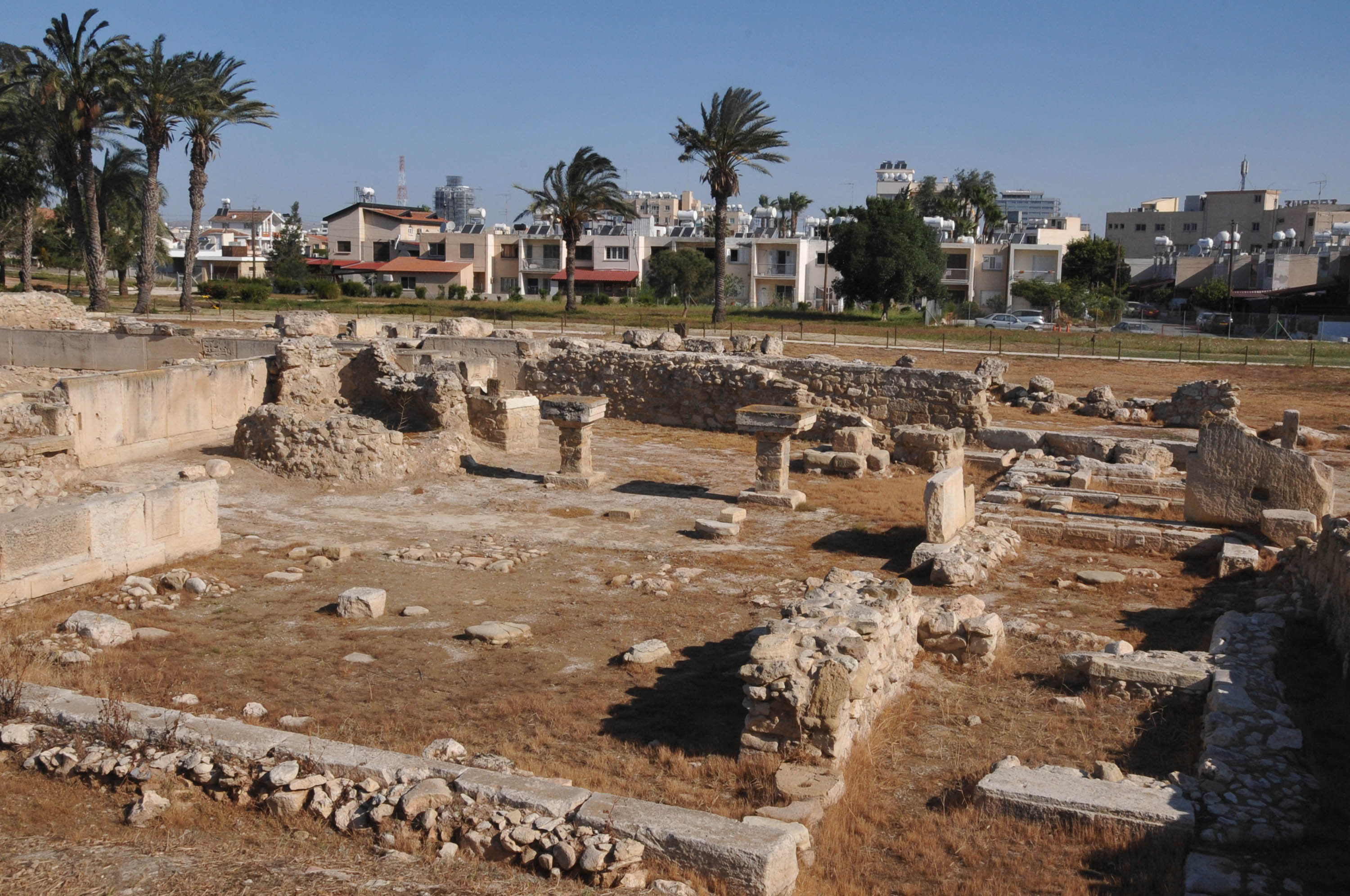
كيتون القديمة، لارناكا، قبرص

مدينة كتيون أو كيتيوم (من اللغة البونيقية 𐤊𐤕 وتلفظ كِتّ) مدينة أثرية وجدت منذ القرن الثالث عشر قبل الميلاد وتقع جنوب شرق قبرص ضمن ضواحي إقليم لارناكا حالياً.
تشتهر مدينة كتيون الواقعة على الساحل الجنوبي الشرقي لقبرص بأنها مستعمرة فينيقية وبأنها مولد الفيلسوف زينون بن منسى المنسوب إليها لكن الأدلة تُظهر أن الفينيقيين أتوا إلى قبرص في وقت متأخر نسبيَّا، ويُعتبر أن المستعمرة التي أسسوها في كتيون تعود فقط إلى نحو القرن التاسع ق‌.م. كانت كتيون المدينة الفينيقية الرئيسية في قبرص. أقدم الخرائب في كتيون اليوم هي خرائب مستعمرة إيجية والتي تعود إلى العصر المسّيني (نحو 1400-1100 ق‌م).

## أعلام
- زينون الرواقي